# История чемпионатов мира по международным шашкам до 1948 года
История чемпионатов мира по международным шашкам началась задолго до того, как их проведение в 1948 году взяла в свои руки Всемирная федерация шашек.

## Предыстория
В XVIII веке славой сильнейшего шашиста Франции пользовался Манури — изобретатель цифровой нотации и автор учебника шашечной игры. Знаменитым практиком в XVIII веке, а ещё в большей степени знаменитым составителем концовок и этюдов считался и другой французский шашист Блонде. В середине XIX века в Голландии за сильнейшего игрока признавался Арис де Гер, который основал своего рода шашечную династию: после него сильнейшими шашистами Голландии считались его сыновья.

## Международные турниры конца XIX века во Франции
В конце XIX века ведущую роль в развитии стоклеточных шашек играла Франция. Среди прочего это проявилось и в организации во Франции целого ряда крупных турниров, игравших роль неофициальных чемпионатов мира своего времени. Подавляющее большинство участников этих турниров были уроженцами Франции. Редкие иностранцы, принимавшие в турнирах участие, как правило, постоянно проживали во Франции. Но даже и те турниры, в которых иностранцев не было совсем, всё равно носили громкое именование «международных». Победитель турнира именовался «чемпионом международного турнира». Пальма первенства в деле организации турниров принадлежит Амьену, где усилиями группы энтузиастов во главе с известным шашечным энциклопедистом Жоржем Баледеном в 1882 году был организован шашечный турнир. Из восьми участников турнира семеро были уроженцами Франции, а один представлял Нидерланды. Турнир был проведён в один круг. Первое место разделили мастера из Лилля Анри Лесаж и С. Сарацин. Турнир 1882 года уступал последующим амьенским турнирам в представительности и масштабности и оказался у них в тени. 
По крайней мере, первым международным турниром шашкам на стоклеточной доске обычно называют турнир, проведённый в Амьене в 1885 году. Он вызвал во Франции гораздо больший общественный резонанс, чем турнир 1882 года. Достаточно сказать, что специальный приз победителю учредил от своего имени президент Франции Жюль Греви. Кроме французских игроков в турнире приняли участие по одному представителю из Нидерландов и Англии. Победителем стал французский шашист Анатоль Дюссо, которого иногда называют первым неофициальным чемпионом мира. Французы заняли в турнире первые шесть мест. Во втором международном турнире, который был проведён в Амьене в 1886 году, также первенствовал Дюссо. Из 24 участников турнира 18 представляли Францию, пять — Нидерланды и один — Бельгию. Второе место занял Луи Бартелинг (Франция), а третье — Клас де Гер (Нидерланды). В 1887 году в Амьене был проведён и третий крупный шашечный турнир, победу в котором одержал Луи Бартелинг. Хотя на этот раз в турнире выступали только французские игроки, и не участвовал Дюссо, но все остальные сильные французские шашисты на турнир приехали. 
В 1891 году эстафету проведения шашечных турниров у Амьена принял Париж, где в августе состоялся турнир, собравший всех сильнейших игроков Франции. Принял в нём участие и Дюссо, но занял лишь пятое место. Победил в турнире Бартелинг, второе место занял Эжен Леклерк, а третье — будущий чемпион мира Исидор Вейс. В следующем парижском турнире, проведённом в 1894 году, победитель выявлен не был. Равное количество очков набрали разделившие первое — третье места Луи Рафаэль, Дюссо и Бартелинг. Вейс занял четвёртое место. Пятое-шестое места с Леклерком поделил ставший знаменитым чернокожий шашист из Сенегала Ахмед Канди. Предполагалось проведение дополнительного соревнования между Рафаэлем, Дюссо и Бартелингом, но из-за занятости игроков, оно проведено не было. В том же 1894 году Рафаэль победил в турнире в Лионе, где второе место занял лионский мастер Лорен Берлура (1849—1911), а Канди — третье. Уже в июле следующего 1895 года сильнейших французских игроков собрал турнир в Марселе, где первую строчку в турнирной таблице занял Леклерк. Рафаэль был вторым. Третье место занял ветеран французских шашек Виктор Жан (род. в 1839 г.), Вейс поделил четвёртое — пятое места с Жозефом Гарутом, а Бартелинг занял лишь шестое место. Помимо нескольких призов (за первое место, за красивейшую партию, за лучший результат в последних турах) Леклерку было единодушно присвоено почётное звание «МАСТЕР МАСТЕРОВ». 
В октябре того же 1895 года менее представительный шашечный турнир был проведён в Париже, где первое место занял Вейс, опередив Циммермана и Канди. Четвёртое место занял Дюссо, Бартелинг был пятым. Турнир примечателен тем, что из 14 его участников пять были сенегальцами. Иногда от этого турнира начинают исчислять срок обладания Вейсом званием чемпиона мира, насчитывая 17 лет до 1912 года. Представляется, что для этого всё-таки вряд ли имеются основания, ведь в парижском турнире не участвовали ни Леклерк, ни Рафаэль. А вот турнир в Амьене, в котором Вейс победил в апреле 1899 года, по своему значению и составу вполне можно признать неофициальным чемпионатом мира. Рафаэль занял второе место, третье — четвёртое места поделили Бартелинг и Дюссо. Леклерк остался на седьмом месте. И, наконец, в 1900 году в Париже был организован международный шашечный турнир по случаю проведения Всемирной выставки. В нём снова побеждает Исидор Вейс (после дополнительного матча с Гастоном Буденом). Дюссо был четвёртым, а Леклерк — пятым. Подводя итоги, можно сделать вывод, что первоначально в истории шашек сильнейшие шашисты мира стали определяться в соревнованиях, проводимых в форме турниров.

### Список международных шашечных турниров конца XIX века во Франции
| Дата проведения     | Место проведения | Первое место                            | Второе место  | Третье место                |
| 1882, апрель        | Амьен            | Анри Лесаж С. Сарацин                   |               | Ж. Циммерман                |
| 1885, август        | Амьен            | Анатоль Дюссо                           | Анри Лесаж    | Жорж Баледен                |
| 1886, 15-19 августа | Амьен            | Анатоль Дюссо                           | Луи Бартелинг | Клас де Гер                 |
| 1887, сентябрь      | Амьен            | Луи Бартелинг                           | Эжен Леклерк  | Анри Лесаж Ж. Циммерман     |
| 1891, 9-14 августа  | Париж            | Луи Бартелинг                           | Эжен Леклерк  | Исидор Вейс                 |
| 1894, 12-15 августа | Париж            | Луи Бартелинг Анатоль Дюссо Луи Рафаэль |               |                             |
| 1894                | Лион             | Луи Рафаэль                             | Лорен Берлура | Ахмед Канди                 |
| 1895, июль          | Марсель          | Эжен Леклерк                            | Луи Рафаэль   | Виктор Жан                  |
| 1895, октябрь       | Париж            | Исидор Вейс                             | Ж. Циммерман  | Ахмед Канди                 |
| 1899, 2-5 апреля    | Амьен            | Исидор Вейс                             | Луи Рафаэль   | Луи Бартелинг Анатоль Дюссо |
| 1900, сентябрь      | Париж            | Исидор Вейс                             | Гастон Буден  | Жюль Шардонне               |

## Эпоха Вейса. 1899—1912 годы
1899 год стал годом подлинного триумфа Вейса, который после победы в амьенском турнире выиграл короткие матчи у Рафаэля (+2 =1) и Дюссо (+2 =1), сыграл вничью с Леклерком (=3) и выиграл длинный матч у Дюссо. (Регламентом амьенского турнира была предусмотрена обязанность его победителя-чемпиона принимать вызовы на матчи из трёх партий за звание чемпиона. По всей видимости, матчи с Рафаэлем, Дюссо и Леклерком как раз и были такими матчами вызова.) С этого времени за Вейсом прочно закрепляется репутация чемпиона мира, и список чемпионов мира по международным шашкам по традиции начинается с его имени. Череда побед Вейса продолжалась до 1912 года. В 1900 году он побеждает (после дополнительного матча с Гастоном Буденом) в турнире, организованном в Париже по случаю Всемирной выставки. В 1901 году Вейс сыграл вничью матч с Рафаэлем (+ 2 −2 =6). В 1903 он занимает первое место в чемпионате Парижского шашечного общества (впереди Леклерка и Бартелинга). В 1904 году Вейс выигрывает небольшой матч у Рафаэля (+3) и играет вничью матч с сильнейшим голландским шашистом тех лет Джеком де Гаазом (+3 −3 =4). В 1906 году в пользу Вейса закончился матч с Бартелингом (+3 =4). В 1907 году Вейс выигрывает тяжелый матч у де Гааза (+3 −2 =15). Матчи Вейса с де Гаазом явились первыми матчами между лучшими игроками двух ведущих шашечных держав того времени и вызвали повышенный резонанс. В творческом отношении партии двух матчей явились важным материалом для полемики о преимуществах комбинационного и позиционного стилей игры. Правда, горячий поклонник позиционного стиля, де Гааз жаловался, что не имел случая доказать своей теории, так как его соперник играл не в чисто комбинационном и не в чисто позиционном стиле. В 1908 году Вейс выиграл небольшой матч у восемнадцатилетнего Мариуса Фабра (+1 =2).
 В 1909 году Вейс выигрывает международный турнир в Париже, опередив Альфреда Молимара, Джека де Гааза и Станисласа Бизо. (В турнире участвовали шесть представителей Франции и два — Нидерландов.) В этом же году вничью заканчивается большой матч Вейса с Рафаэлем (+5 −5 =6). В 1910 году в чемпионате Парижа Вейс делит 2-3 места с Бизо позади Леонара Оттина. В дополнительном соревновании за второе место Вейс побеждает Бизо (+2 −1 =1). А вскоре после этого он побеждает Оттина в матче из десяти партий (+2 −1 =7). В октябре этого же года Вейс побеждает легендарного сенегальца Вольдуби (+2 =2). В ноябре 1910 Вейс занимает второе место в чемпионате Франции позади Альфреда Молимара, но по условиям турнира вызывает чемпиона и побеждает его в коротком матче со счётом +1 −0 =2. Затем Вейс отстаивает завоёванный титул в коротком матче с вызвавшим его Оттина (+1 −0 =1). Наконец, в 1911 году Вейс выигрывает матч у Германа Гогланда (+2 −1 =7). Таким образом, с 1899 года по 1911 год включительно Вейс победил в трёх международных турнирах (Амьен 1899, Париж 1900 и Париж 1909 г.) и сыграл восемь длинных (из не менее семи партий) матчей, пять из которых (с Дюссо, де Гаазом, Бартелингом, Оттина и Гогландом) Вейс выиграл, а три (два с Рафаэлем и один с де Гаазом) свёл вничью. Сегодня уже затруднительно с точностью определить, оговаривался ли официально при организации этих матчей статус поединков за звание чемпиона мира, но по своему значению эти матчи в любом случае такую роль играли. Так наряду с турнирами матчи становятся традиционной формой выявления сильнейших шашечных игроков.

### Звание чемпиона мира
В 1904 году во время матча между Вейсом и де Гаазом в голландских газетах Вейс именовался чемпионом мира, но в них ничего не говорилось о том, что в матче это звание разыгрывается. Президент Французской шашечной федерации Феликс-Жюль Бользэ вспоминал в 1911 году, что звание чемпиона мира было присвоено Исидору Вейсу в 1906—1907 годах коллективным решением шашечных обществ французских городов. О матче 1907 года в голландских газетах уже прямо сообщалось, что на кону стоит титул чемпиона мира. В шашечной литературе можно встретить утверждение, что парижский турнир 1909 года имел статус чемпионата мира. Прямого подтверждения этому найти не удаётся, но тогда можно было бы понять логику решения Бользэ, который объявил недействительным согласованное условие матча Исидора Вейса с Германом Гогландом, согласно которому в матче должно было разыгрываться звание чемпиона мира. Бользэ настаивал на том, что звание чемпиона мира должно разыгрываться лишь в турнире с соответствующим легальным статусом. Видимо, поэтому в 1912 году в матче Вейса с Альфредом Молимаром разыгрывалось лишь звание чемпиона Франции. После матчевой победы Молимара над Джеком де Гаазом Бользэ объявил Молимара «первым Европы» (premier d’Europe)., а чемпионом мира продолжали называть Вейса. После победы Гогланда в чемпионате мира 1912 года в Роттердаме Бользэ заявил, что организаторы турнира не согласовали с французской федерацией все условия розыгрыша звания, и стал настаивать на том, чтобы звание чемпиона мира было разыграно в матче между Гогландом и Молимаром. Теперь уже Гогланд отказался разыгрывать звание в матче.

### Наиболее значимые турнирные и матчевые результатыИсидора Вейсав 1899—1911 годах
1. Международный турнир в Амьене, 2-5 апреля 1899 года
| Первое место | Второе место | Третье место                 |
| Исидор Вейс  | Луи Рафаэль  | Луи Бартелинг, Анатоль Дюссо |

2. Матч Вейс — Дюссо, Париж, 23-24 августа 1899 года
| Имя           | 1 | 2 | 3 | очки |
| ------------- | - | - | - | ---- |
| Исидор Вейс   | 1 | 2 | 2 | 5    |
| Анатоль Дюссо | 1 | 0 | 0 | 1    |

3. Матч Вейс — Дюссо, Париж, сентябрь 1899 года
4. Международный турнир в Париже, сентябрь 1900 года
| Первое место | Второе место | Третье место  |
| Исидор Вейс  | Гастон Буден | Жюль Шардонне |

Дополнительный матч за первое место Вейс — Будин, 30 сентября 1900 года
| Имя          | 1 | 2 | очки |
| ------------ | - | - | ---- |
| Исидор Вейс  | 2 | 2 | 4    |
| Гастон Буден | 0 | 0 | 0    |

5. Матч Вейс — Рафаэль, Марсель, 13-14 марта 1901 года
+2 −2 =6
6. Чемпионат Парижского шашечного общества, март 1903 года
| Первое место | Второе место | Третье место  |
| Исидор Вейс  | Эжен Леклерк | Луи Бартелинг |

7. Матч Вейс — де Гааз, Амстердам, 26-30 ноября 1904 года
| Имя          | 1 | 2 | 3 | 4 | 5 | 6 | 7 | 8 | 9 | 10 | очки |
| ------------ | - | - | - | - | - | - | - | - | - | -- | ---- |
| Исидор Вейс  | 2 | 0 | 2 | 1 | 0 | 2 | 1 | 1 | 1 | 0  | 10   |
| Якоб де Гааз | 0 | 2 | 0 | 1 | 2 | 0 | 1 | 1 | 1 | 2  | 10   |

8. Матч Вейс — Бартелинг, Париж, 1906 год +3 −0 =7
9. Матч Вейс — де Гааз, Амстердам, 19-28 мая 1907 года
| Имя          | 1 | 2 | 3 | 4 | 5 | 6 | 7 | 8 | 9 | 10 | 11 | 12 | 13 | 14 | 15 | 16 | 17 | 18 | 19 | 20 | очки |
| ------------ | - | - | - | - | - | - | - | - | - | -- | -- | -- | -- | -- | -- | -- | -- | -- | -- | -- | ---- |
| Исидор Вейс  | 0 | 2 | 1 | 1 | 1 | 2 | 1 | 1 | 2 | 1  | 1  | 1  | 1  | 1  | 1  | 1  | 1  | 1  | 1  | 0  | 21   |
| Якоб де Гааз | 2 | 0 | 1 | 1 | 1 | 0 | 1 | 1 | 0 | 1  | 1  | 1  | 1  | 1  | 1  | 1  | 1  | 1  | 1  | 2  | 19   |

10. Международный турнир в Париже, июнь 1909 года
| Первое место | Второе место    | Третье место |
| Исидор Вейс  | Альфред Молимар | Джек де Гааз |

11. Матч Вейс — Рафаэль, Марсель, декабрь 1909 года +5 −5 =6
| Имя         | 1 | 2 | 3 | 4 | 5 | 6 | 7 | 8 | 9 | 10 | 11 | 12 | 33 | 14 | 15 | 16 | очки |
| ----------- | - | - | - | - | - | - | - | - | - | -- | -- | -- | -- | -- | -- | -- | ---- |
| Исидор Вейс | 2 | 1 | 2 | 1 | 1 | 1 | 0 | 0 | 0 | 0  | 0  | 2  | 1  | 2  | 2  | 1  | 16   |
| Луи Рафаэль | 0 | 1 | 0 | 1 | 1 | 1 | 2 | 2 | 2 | 2  | 2  | 0  | 1  | 0  | 0  | 1  | 16   |

12. Матч Вейс — Оттина, Париж 3-16 апреля 1910 года
| Имя           | 1 | 2 | 3 | 4 | 5 | 6 | 7 | 8 | 9 | 10 | очки |
| ------------- | - | - | - | - | - | - | - | - | - | -- | ---- |
| Исидор Вейс   | 1 | 1 | 1 | 1 | 1 | 1 | 2 | 0 | 2 | 1  | 11   |
| Леонар Оттина | 1 | 1 | 1 | 1 | 1 | 1 | 0 | 2 | 0 | 1  | 9    |

13. Чемпионат Франции, Лион, 1910 год
14. Матч Вейс — Гогланд, Утрехт, 5-9 апреля 1911 года
| Имя            | 1 | 2 | 3 | 4 | 5 | 6 | 7 | 8 | 9 | 10 | очки |
| -------------- | - | - | - | - | - | - | - | - | - | -- | ---- |
| Исидор Вейс    | 1 | 1 | 1 | 1 | 1 | 2 | 1 | 1 | 2 | 0  | 11   |
| Герман Гогланд | 1 | 1 | 1 | 1 | 1 | 0 | 1 | 1 | 0 | 2  | 9    |

## Альфред Молимар— чемпион, но не мира
В 1912 году эпоха Вейса приходит к завершению. В Париже Вейс с крупным счётом (+1 −7 =7) проигрывает матч Альфреду Молимару. В матче официально разыгрывался титул чемпиона Франции, но, благодаря этой победе, Молимара иногда включают и в списки чемпионов мира, что можно признать вполне заслуженным. В этом же году Молимар со счётом +3 −2 =15 выигрывает у де Гааза матч за звание чемпиона Европы.
Матч за звание чемпиона Франции Вейс — Молимар, Париж, 25 февраля — 3 марта 1912 года
| Имя             | 1 | 2 | 3 | 4 | 5 | 6 | 7 | 8 | 9 | 10 | 11 | 12 | 13 | 14 | 15 | очки |
| --------------- | - | - | - | - | - | - | - | - | - | -- | -- | -- | -- | -- | -- | ---- |
| Исидор Вейс     | 1 | 1 | 0 | 1 | 2 | 1 | 1 | 0 | 0 | 0  | 0  | 0  | 0  | 1  | 1  | 9    |
| Альфред Молимар | 1 | 1 | 2 | 1 | 0 | 1 | 1 | 2 | 2 | 2  | 2  | 2  | 2  | 1  | 1  | 21   |

Матч за звание чемпиона Европы Молимар — де Гааз, Амстердам, 23 июня — 4 июля 1912 года
| Имя             | 1 | 2 | 3 | 4 | 5 | 6 | 7 | 8 | 9 | 10 | 11 | 12 | 33 | 14 | 15 | 16 | 17 | 18 | 19 | 20 | очки |
| --------------- | - | - | - | - | - | - | - | - | - | -- | -- | -- | -- | -- | -- | -- | -- | -- | -- | -- | ---- |
| Альфред Молимар | 1 | 1 | 0 | 1 | 1 | 1 | 0 | 1 | 1 | 1  | 2  | 1  | 1  | 2  | 1  | 1  | 1  | 1  | 2  | 1  | 21   |
| Джек де Гааз    | 1 | 1 | 2 | 1 | 1 | 1 | 2 | 1 | 1 | 1  | 0  | 1  | 1  | 0  | 1  | 1  | 1  | 1  | 0  | 1  | 19   |

## Первый официальный чемпионат мира 1912 года
Созданная в 1911 году нидерландская федерация шашек (KNDB) ознаменовала своё появление на свет организацией в 1912 году в Роттердаме крупного шашечного турнира. Это первый турнир в истории международных шашек, статус которого в качестве чемпионата мира является общепризнанным. В турнире приняли участие по пять сильнейших шашистов из Франции и Нидерландов. Победил в турнире и стал чемпионом мира Герман Гогланд. Именно его обычно называют вторым чемпионом мира после Вейса. Второе место занял Джек де Гааз. Третье-четвёртое места поделили Исидор Вейс и Альфред Молимар. С этого времени начинается эпоха острого соперничества за шашечную корону между игроками Нидерландов и Франции. Гогланд отказался играть матч с Молимаром, настаивая на том, что титул чемпиона мира должен разыгрываться в турнирах. А начавшаяся в 1914 году Первая мировая война надолго сделала невозможным проведение новых соревнований.

## Непризнанные чемпионаты
В начале 20-х годов в шашечную элиту стремительно врывается голландский мастер Бенедикт Шпрингер. В декабре 1922 — январе 1923 г. он занимает первое место в турнире в Амстердаме впереди многих ведущих нидерландских мастеров, включая чемпиона Нидерландов Йохана Воса, а сразу же после турнира в январе 1923 года он выигрывает со счётом +2=7 матч у чемпиона Франции Мариуса Фабра. В этих соревнованиях не разыгрывались официальные титулы, но когда Шпрингер в октябре этого же года совершил поездку в Монреаль, там газетами «La Patrie» и «La Presse» был организован не вполне обычный матч за звание чемпиона мира между ним, как «чемпионом Европы», и чемпионом Америки по канадским шашкам американским мастером Вильямом Борегаром. Матч состоял из десяти партий, пять из которых игрались на 144-клеточной доске по правилам канадских шашек, а пять — на 100-клеточной доске по правилам международных шашек. Стоклеточная часть матча завершилась вничью (+1-1=3), а в канадской части Борегар одержал убедительную победу (+3=2). Европейские шашечные федерации чемпионский статус матча не признали, а на американском континенте от него начали вести отсчёт соревнованиям на первенство мира по канадским шашкам.
В мае 1924 года была осуществлена попытка провести чемпионат мира по международным шашкам в Марселе. Турнир собрал всего шесть участников, из которых только Исидор Вейс и Бенедикт Шпрингер считались признанными претендентами на мировое первенство. Шпрингер победил в турнире и был объявлен организаторами «чемпионом Европы». (Статус турнира было решено несколько понизить.) Но и этот титул, разумеется, не был признан шашечными федерациями.

## Чемпионаты мира 20-х годов
Новый официальный чемпионат мира состоялся только в 1925 году в Париже. По договоренности между шашечными федерациями Франции и Нидерландов было решено проводить чемпионаты мира каждые три года во Франции и Нидерландах попеременно. В чемпионатах принимало равное количество сильнейших игроков двух стран. Страна, представитель которой занимал второе место, получала преимущественное право выдвинуть претендента для вызова победителя на матч из десяти партий за звание чемпиона мира. Так была официально закреплена традиция выявления чемпионов мира в турнирах, в промежутках между которыми проводятся матчи. Можно сказать, что проводившиеся таким образом чемпионаты собирали сильнейших в Европе игроков Франции и Нидерландов, но в них не участвовали довольно сильные мастера из США и Канады. В 1925 году в чемпионате мира победил представитель Франции Станислас Бизо. Второе место занял Мариус Фабр, а третье — представитель Нидерландов Рейнир Келлер. (В чемпионат были приглашены, но по разным причинам не смогли принять в нём участие Вильям Борегар и Бенедикт Шпрингер, рассматривавшиеся среди главных фаворитов турниров.) Фабр вызвал Бизо на матч, который состоялся в следующем 1926 году. Фабр вышел из матча победителем (со счётом +4 −2 =4) и стал новым чемпионом мира. Бизо отчасти взял реванш за своё поражение, выиграв в 1927 году матч-турнир в Париже, в котором в четыре круга встретились пять выдающихся игроков. (Второе место в матч-турнире занял Исидор Вейс, третье — Мариус Фабр, четвёртое — Бенедикт Шпрингер, и, наконец, на пятом месте остался Герман де Йонг.) Чемпионат мира 1928 года проводился в Амстердаме, и на этот раз Бенедикт Шпрингер стал общепризнанным чемпионом мира. А вот второй призёр чемпионата выявлен не был. Второе — третье места поделили француз Альфред Молимар и голландец Герман де Йонг, что привело к расколу шашечного мира.
Матч за звание чемпиона мира Бизо — Фабр, 16-20 июня 1926 года
| Имя            | 1 | 2 | 3 | 4 | 5 | 6 | 7 | 8 | 9 | 10 | очки |
| -------------- | - | - | - | - | - | - | - | - | - | -- | ---- |
| Станислас Бизо | 0 | 1 | 1 | 0 | 0 | 1 | 2 | 1 | 0 | 2  | 8    |
| Мариус Фабр    | 2 | 1 | 1 | 2 | 2 | 1 | 0 | 1 | 2 | 0  | 12   |

## Период раскола 1931—1934 годов
Делёж второго места на чемпионате мира 1928 года между представителями Франции и Нидерландов привёл к спору о том, какая из стран имеет право выдвинуть претендента для матча с чемпионом мира. Согласие достигнуто не было, и в итоге в 1931 году очередной чемпионат мира в Париже состоялся без голландцев. В нём приняли участие десять игроков, но исключительно из Франции. Первое место занял Мариус Фабр, второе — Станислас Бизо, третье — Исидор Вейс. В Нидерландах чемпионом мира продолжали считать Бенедикта Шпрингера. А Фабр тем временем защитил звание чемпиона мира в матче 1932 года против юного Мориса Райхенбаха (со счётом +2 −1 =7). Но в следующем 1933 году уже Райхенбах с тем же счётом (+2 −1 =7) выиграл новый матч у Фабра и был провозглашён во Франции шестым чемпионом мира. К 1934 году шашечные федерации Франции и Голландии пришли к соглашению о том, что звание чемпиона мира должно быть разыграно в матче между Райхенбахом и чемпионом Нидерландов Рейниром Корнелисом Келлером. С целью уврачевания раскола Бенедикт Шпрингер отказался от звания чемпиона мира в пользу победителя этого матча, но обиделся и на несколько лет отошёл от шашечной игры. Матч состоялся в октябре 1934 года и принёс убедительную победу Райхенбаху (+3 −0 =7). Таким образом, с 1934 года Райхенбах стал общепризнанным чемпионом мира по шашкам.

## ГегемонияРайхенбаха. 1934—1945 годы
До 1948 года чемпионаты мира в форме турниров больше не проводились, но зато в 1936—1938 годах Райхенбах ещё четыре раза отстоял звание чемпиона мира в матчах. В январе 1936 года он выиграл матч у чемпиона Нидерландов 1935 года Йохана Воса (+5 −0 =15). Весной того же года впервые в борьбу за шашечную корону в матче вступил представитель Бельгии Леон Вессен. Райхенбах победил со счётом +5 −2 =3. Тем временем на шашечную арену возвратился непобеждённый Бенедикт Шпрингер. В октябре 1936 года он буквально разгромил Вессена со счётом +7 −0 =3, а в следующем году выиграл матч у Рейнира Келлера (+1 −0 =9). Матч между двумя чемпионами стал неизбежным, прошёл он с 28 мая по 5 июля 1937 года и игрался из 25 (рекордного числа!) партий. Матч проводился в разных городах, и его участники преодолели немало километров по дорогам Голландии. Соперники были достойны друг друга, но в тяжёлой борьбе победу одержал Райхенбах (+5 −4 =16). В 1938 году Райхенбах сыграл ещё один матч с Келлером, победив со счётом +1 −0 =15. Низкая результативность матча продемонстрировала наличие в стоклеточных шашках сильной ничейной тенденции в партиях равных игроков высокого класса. После этого матча соревнования на первенство мира по шашкам не проводились до 1945 года.

## Пьер Гестем— седьмой чемпион мира, и начало новой эры шашечных чемпионатов
Несмотря на Вторую мировую войну, во Франции в 1942 и 1943 годах были проведены чемпионаты Франции по стоклеточным шашкам. В обоих чемпионатах победил молодой Пьер Гестем. Эти победы выдвинули Гестема в число сильнейших шашистов Франции и дали ему право претендовать на матч с Райхенбахом. Победа Гестема в матче 1945 года была более, чем убедительной (+4 −0 =6). Пьер Гестем стал седьмым чемпионом мира. Райхенбах потребовал от французской шашечной федерации организовать матч-реванш, но повторный матч так и не состоялся. В 1947 году вызов Гестему бросил Рейнир Келлер, но Гестем был в матче сильнее (+3 −0 =11). (Только первая и последняя партии матча были сыграны в Амстердаме. Остальные двенадцать партий игрались в двенадцати разных городах Голландии.) В этом же году бразды правления шашечным миром взяла в свои руки вновь созданная Всемирная федерация шашек. C 1948 года чемпионаты мира стали проходить под эгидой федерации, которая начала свой новый официальный отсчёт чемпионов. (См. Чемпионат мира по международным шашкам среди мужчин.)